# Адзума, Такаси
Такаси Адзума  (яп. 東 孝 Адзума Такаси) (22 мая 1949 — 3 апреля 2021) — японский мастер боевых искусств, тренер. Создатель Кудо.

## Биография
Родился 22 мая 1949 года в городе Кэсэннума префектуры Мияги.  После окончания средней школы в 1969 году Адзума поступает в Университет Васэда на факультет философии.
В школе он ходил в секцию дзюдо, где и открыл для себя боевые искусства.
С 1969 по 1970 Адзума Такаси служил в Японской Армии.
С 1971 года он начинает заниматься Кёкусинкай. В 1972 году Адзума Такаси открыл секцию Кёкусинкай каратэ в Университете Васэда. На 6 Всеяпонском турнире по Кёкусинкай каратэ в 1974 Такаси занял 2 место. В 1977 году он выиграл на IX всеяпонском турнире по Кёкусинкай каратэ. В течение 10 лет Адзума Такаси тренировался, выступал на соревнованиях, путешествовал всячески совершенствуя свой опыт.
В 1981 году, опираясь на свой опыт, Адзума Такаси решает основать свой стиль боевых искусств. С этой идеей он приходит к основателю Киокусинкай Масутацу Ояма. Такаси планировал основать свою школу внутри Киокусинкай, однако у его главы было свое видение будущего данного боевого искусства. В 1981 году мастер Такаси уходит из Киокусинкай и основывает свой собственный вид боевого искусства под названием Дайдо-Джуку-Карате-До.
С 1983 год по 1996 в Японии открывается более 80 отделений нового боевого искусства. В течение 13 лет мастер с холодом относился к идее популяризации нового вида спорта в других странах, и лишь в 1994 году принял решение о нём. Отделения КУДО появились в России, Украине, Эстонии, Белоруссии, Латвии, Молдавии, Литве, Казахстане, Азербайджане, США, Австралии, Чили, Индии, Бразилии и Иране.
Адзума Такаси имел 9 дан по Кудо, 6 дан по Кёкусинкай и 3 дан по Дзюдо. На турнире Хокутоки в 1991 году он рукой разбил 10 ледяных плит, в 1995 году он установил мировой рекорд 12 ледяных плит, а в 2001 году на I-ом Чемпионате Мира побил собственный рекорд, разбив 13 льдин.
Умер от рака желудка 3 апреля 2021 года.